# Филипп II Македонский
Фили́пп II (др.-греч. Φίλιππος Β'; приблизительно 383 или 382 год до н. э. — 336 год до н. э., Эги, Македония) — царь Македонии из династии Аргеадов, правивший в 359—336 годах до н. э., отец Александра Македонского. Был третьим сыном царя Аминты III, пришёл к власти после гибели своего брата Пердикки III. Смог стабилизировать ситуацию на границах Македонии и объединить страну, в дальнейшем создал сильную армию, которая включала пехотную фалангу и аристократическую конницу гетайров, принял меры для развития экономики, начал чеканить монету из золота и серебра. Благодаря всему этому Македония стала мощной державой и начала активную внешнюю политику. Филипп использовал для расширения своего влияния династические браки (в числе его жён были эпирская царевна Олимпиада и дочь царя фракийцев), вёл войны в Иллирии, Фракии, вмешивался в дела Северной и Средней Греции, одну за другой завоёвывал греческие колонии на северном побережье Эгейского моря. В 357 году до н. э. он взял Амфиполь, в 356 — Потидею, к 348 году взял Олинф и завоевал всю Халкидику. Вмешавшись в Третью Священную войну, Филипп установил контроль над Фессалией, добился заключения Филократова мира, согласно которому Афины признали его завоевания. Он стал членом Дельфийской амфиктионии, что позволило ему закрепиться в Средней Греции (346 год до н. э.). Попытка Филиппа установить контроль над черноморскими проливами привела к вмешательству Афин и персов. Царь не смог взять Перинф и Византий, но в 338 году до н. э. он разгромил при Херонее армию греческой коалиции, возглавленной Афинами и Фивами. Следствием этой победы стало установление македонской гегемонии над большей частью Греции в рамках Коринфского союза.
Для укрепления своей власти Филипп использовал идеи панэллинизма. Он начал подготовку к масштабному походу против персов и даже переправил в Малую Азию свой авангард, но в 336 году до н. э. был убит одним из приближённых на свадьбе дочери. В причастности к убийству подозревали жену царя Олимпиаду, в официальной версии фигурировали агенты Линкестиды и персов.

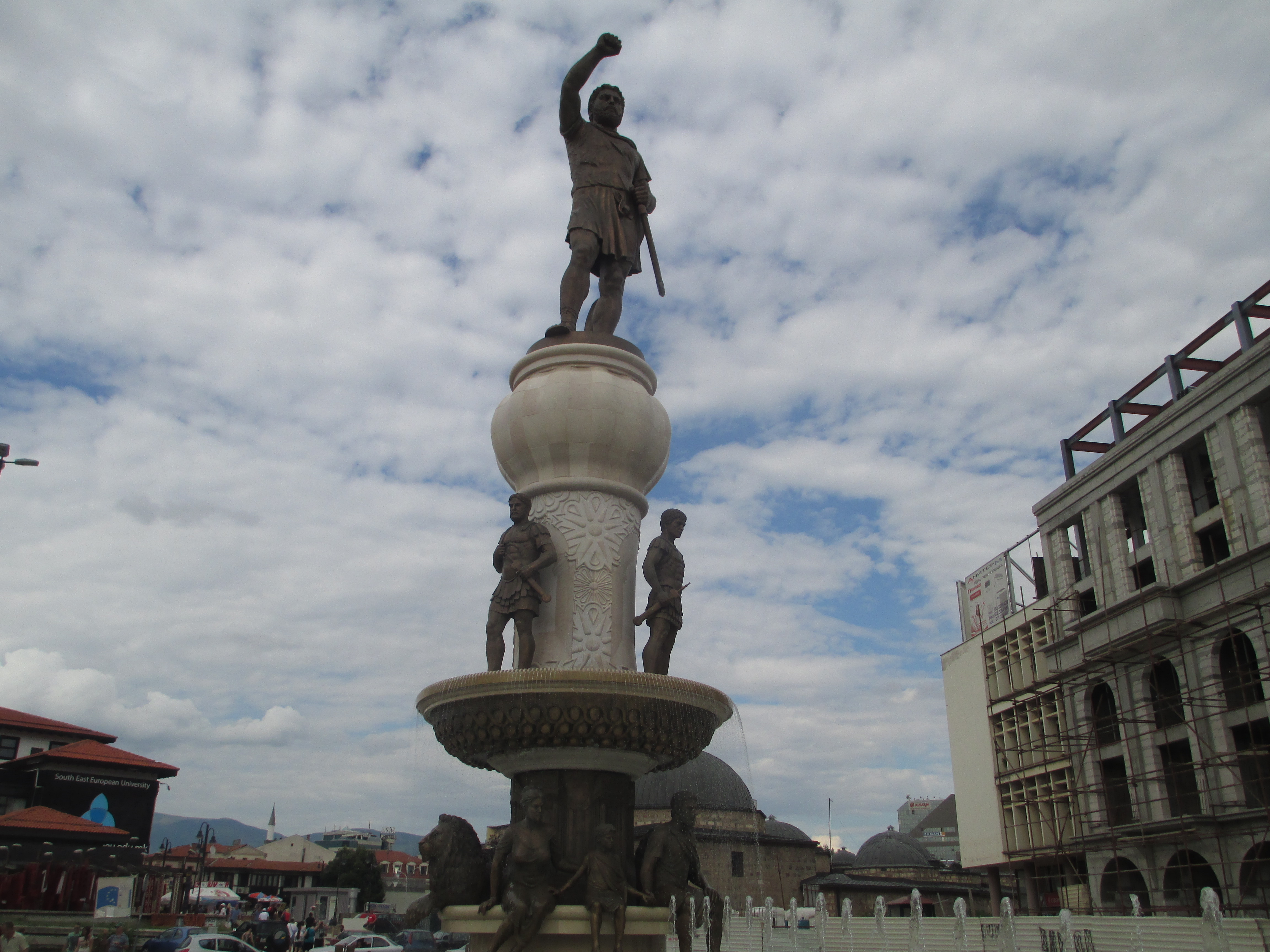
Статуя Филиппа II в Скопье, Северная Македония

У Филиппа было много детей от разных женщин. Его преемником стал сын, Александр III Великий, который использовал отцовскую армию для создания мировой империи. В современной культуре Филипп известен в первую очередь как отец Александра; в этом качестве он фигурирует во многих произведениях искусства.

## Биография

### Происхождение
Филипп принадлежал к царской династии, которая правила Македонией с начала её истории. Античные авторы причисляют этот род к Гераклидам: по разным данным, Теменид Каран (младший брат царя Аргоса Фидона и потомок Геракла в девятом или одиннадцатом поколении) либо его сын Пердикка, либо сын Темена и Гераклид в пятом поколении Архелай переселились из Пелопоннеса на север, где основали своё царство. Сын Пердикки Аргей дал династии своё имя, при этом в историографии наряду с термином Аргеады используется альтернативный — Темениды. Исследователи считают неисторичными версии с Караном и Архелаем, которые появились, по-видимому, в конце V — начале IV веков до н. э. Отношение к версии с Пердиккой более сложное: одни антиковеды полагают, что аргосское происхождение этого царя — выдумка, другие — что оно действительно имело место.
Отец Филиппа Аминта III, по мнению большинства исследователей, происходил в третьем поколении от царя Александра I через его младшего сына. Он захватил царскую власть в 394/393 или 393/392 году до н. э., победив в борьбе с представителями старших ветвей династии. Женой Аминты была Эвридика I — согласно Страбону, дочь Сирра и внучка по матери Аррабея, правителей Линкестиды (области на северо-западе Македонии); другие источники называют её иллирийкой. Эвридика родила трёх сыновей, Александра, Пердикку и Филиппа, и дочь Эвриною. В другом браке, с Гигеей, Аминта стал отцом ещё трёх сыновей — Архелая, Арридея и Менелая. Известно, что двое из них в начале 340-х годов до н. э. жили в Олинфе (возможно, в изгнании).

### Ранние годы
Филипп родился в 383 или 382 году до н. э. в городе Пелла, который с 399 года до н. э. был столицей Македонии. О его детстве практически ничего не известно. По-видимому, царевич получил обычное для македонского аристократа домашнее образование: он должен был учиться владению оружием и верховой езде, осваивать греческую литературную классику (в первую очередь поэмы Гомера), много заниматься атлетикой, участвовать в охоте на разных животных, присутствовать на пирах, а с определённого момента и участвовать в них. Филипп рано начал вникать в дела, связанные с политикой и войной.
Домашнее образование закончилось, когда царевич покинул Македонию в качестве заложника. Согласно Диодору Сицилийскому, Аминта III передал Филиппа после поражения в войне иллирийцам, а те отослали царевича в Фивы. Юстин тоже пишет о пребывании Филиппа в Иллирии, но упоминает в связи с этим следующего македонского царя — Александра, который позже выкупил брата и передал его фиванцам. Плутарх вообще не упоминает Иллирию в этом контексте. Современные исследователи по-разному оценивают данные о пребывании Филиппа у иллирийцев, но согласны с тем, что царевич провёл три года (приблизительно 368—365 годы до н. э.) в Фивах: Пелопид забрал его вместе с ещё 30 юными македонскими аристократами, чтобы исключить на будущее вмешательство Македонии в фессалийские дела.
В тот период Фивы находились в зените своего военно-политического могущества. Их армия во главе с Эпаминондом, используя тактику косой фаланги, разгромила спартанцев, так что некоторое время фиванцы доминировали в Греции. Диодор и Юстин сообщают, что Филипп жил в доме Эпаминонда, но в историографии считают более достоверными данные Плутарха, в которых фигурирует дом Паммена. В любом случае три года фиванской жизни оказались очень важными для царевича: он близко познакомился с устройством общественной жизни Эллады, изучил сильные и слабые стороны полисного строя, приобщился к великим достижениям эллинской культуры. У Эпаминонда Филипп научился ряду передовых для того времени приёмов военной тактики и стратегии (в частности, это взаимодействие пехоты и конницы на поле боя, тактика внезапных ударов). Впоследствии, по словам Плутарха, Филиппа считали «ревностным последователем Эпаминонда».
Тем временем в Македонии один царь сменял другого. Аминта III умер в 370/369 году до н. э., его преемником стал старший из сыновей, Александр II, который был убит в 368 или 367 году до н. э. Античные авторы винят в этом убийстве Птолемея Алорита — любовника вдовы Аминты Эвридики, который начал править страной в качестве либо царя, либо регента при следующем сыне Аминты, Пердикке III. Птолемей победил в борьбе с ещё одним претендентом на престол, Павсанием, но в 365 году до н. э. был убит по приказу Пердикки. После этого Филипп вернулся на родину; возможно, отпустив его, фиванцы продемонстрировали свою готовность к сотрудничеству с новым македонским царём, который был, как и они, противником Афин. Существует предположение, что царевич по возвращении убедил брата разрешить фиванцам вывозить из Македонии лес, необходимый для строительства военного флота и для разгрома афинян.
В последующие годы Филипп правил частью Македонского царства в качестве наместника Пердикки, защищая границы от фракийцев и пеонов. По версии Каристия Пергамского, протекцию Филиппу в данном случае оказал советник Пердикки Евфрей. О каком именно регионе идёт речь, неясно, но есть предположение, что это была Амфакситида — область к востоку от реки Аксий. Управление одним из регионов Македонии дало возможность Филиппу создать войско, что помогло ему после смерти брата стать царём. Возможно, именно в то время Филипп женился в первый раз — на Филе, дочери царя Элимеи в Верхней Македонии Дерды II.
Судьба Филиппа круто изменилась в 360/359 году до н. э., когда Пердикка III погиб в сражении с иллирийцами. Сын погибшего Аминта был ещё ребёнком, на престол претендовали Аргей, получивший поддержку Афин, и Павсаний, опиравшийся, по-видимому, на фракийцев; иллирийцы и пеоны готовились вторгнуться в центральные области Македонии. В этой ситуации страна нуждалась в сильном правителе, а потому народное собрание наделило властью Филиппа. Одни источники сообщают о его провозглашении царём, другие — о том, что престол занял Аминта, а Филипп некоторое время правил как опекун ребёнка. «Но когда стране стали грозить всё более страшные войны, — пишет Юстин, — а ждать, пока подрастёт дитя, было бы слишком долго, Филипп под давлением народа принял царскую власть». Это свидетельство подкрепляется надписью из Лебадеи, в которой упомянут «Аминта, сын Пердикки, царь македонян», и сообщением Сатира о том, что Филипп царствовал 22 года (хотя Пердикку он пережил на 23 или 24 года). В историографии существуют различные мнения относительно того, был ли Аминта формальным царём. Так, Ф. Шахермайр и И. Ш. Шифман считали, что Аминта, хоть и не достиг шестилетнего возраста, был провозглашён царём, а через несколько лет, предположительно около 357 года до н. э., общевойсковое собрание передало царскую власть Филиппу II, который до этого занимал пост регента. Н. Хаммонд, Г. Т. Гриффит и Й. Уортингтон отвергали возможность гипотетического царствования Аминты. Они считали, что Пердикке III наследовал Филипп II. Ю. Борза был не столь однозначен в своих выводах. Он указывал, что данные из источников могут быть согласованы. Диодор, который писал о 24-летнем правлении Филиппа II, отсчитывал этот срок от его фактического прихода к власти. Сатир Перипатетик, возможно, указывал на 22-летнее царствование Филиппа II после коронации. В любом случае, по мнению историка, данный вопрос не является принципиальным. Несомненно, Филипп II получил реальную власть после гибели брата Пердикки III, в то время как его малолетний племянник Аминта не мог физически влиять на те или иные политические решения дяди в силу своего малого возраста.

### Начало правления

Серебряная тетрадрахма Филиппа II из Археологического музея Салоник

Филиппу удалось быстро нейтрализовать существовавшие угрозы, причём он сразу продемонстрировал скорость в принятии решений, дипломатические способности, умение использовать подкуп и обман. Иллирийцы ушли из Македонии (по одной из гипотез, новый правитель заключил с ними перемирие, уступив контроль над частью царства и согласившись выплачивать дань). Пеонов и фракийцев Филипп подкупил, Афинам дал туманное обещание вернуть Амфиполь, убедив их разорвать связь с Аргеем. Последний напал с наёмниками и македонскими изгнанниками на Эги, не получил там поддержки и был разбит Филиппом. После этих событий и Аргей, и Павсаний уже не упоминаются в источниках (возможно, они погибли). С Афинами был заключён договор, хотя Халкидский союз во главе с Олинфом предлагал афинянам антимакедонский союз.
В последующие годы Филипп занялся созданием большой и боеспособной армии. По словам Диодора, он начал военные реформы сразу после прихода к власти («улучшил организацию своих сил и снабдил людей подходящим оружием», так что уже в 358 году до н. э. царю удалось выставить против врагов 10 тысяч пехотинцев и 600 всадников. Хронология преобразований остаётся неизвестной: они могли начаться ещё в Амфакситиде и продолжались в течение большей части правления Филиппа, а некоторыми своими особенностями македонская армия могла быть обязана предыдущим правителям.
Укрепившись и усилившись, Филипп вскоре овладел и Амфиполем, сумел установить контроль над золотыми рудниками и начать чеканку золотой монеты. Создав благодаря этим средствам крупную постоянную армию, основой которой стала знаменитая македонская фаланга, Филипп вместе с тем построил флот, одним из первых начал широко использовать осадные и метательные машины, а также умело прибегал к подкупу (известно его выражение: «Осёл, нагруженный золотом, возьмёт любую крепость»). Это дало Филиппу тем большие преимущества, что соседями его с одной стороны были неорганизованные варварские племена, а с другой — находящийся в глубоком кризисе греческий полисный мир и клонившаяся к упадку Персидская империя Ахеменидов.

### Войны с иллирийцами и греками
Утвердив свою власть на Македонском побережье, Филипп в 353 году до н. э. впервые вмешался в греческие дела, выступив на стороне дельфийской коалиции (главными членами которой были фиванцы и фессалийцы) против «святотатцев» фокидян и поддерживавших их афинян в «Священной войне». Результатом было подчинение Фессалии, вступление в Дельфийскую амфиктионию и приобретение фактически роли арбитра в греческих делах. Это подготовило почву для будущего покорения Греции.
Хронология войн и походов Филиппа, записанных Диодором Сицилийским, такова:
- 359 год до н. э. — поход против пеонийцев. Разбитые пеонийцы признали зависимость от Филиппа.
- 358 год до н. э. — поход против иллирийцев с армией в 11 тысяч воинов. Иллирийцы выставили примерно равные силы. В упорном бою пал вождь Бардил и 7 тысяч его соплеменников. После поражения иллирийцы уступили ранее захваченные македонские города.
- 357 год до н. э. — взят штурмом город Амфиполь, крупный торговый центр на фракийском побережье. Покорён греческий полис Пидна на южном побережье Македонии.
- 356 год до н. э. — после осады занята Потидея на Халкидикском полуострове и передана Олинфу, жители проданы в рабство. Отвоевана у фракийцев область Кренид, где основана крепость Филиппы. Золотые рудники горы Пангей в захваченной области позволили Филиппу увеличить армию.
- 355 год до н. э. — захвачены греческие полисы Абдера и Маронея на фракийском побережье Эгейского моря.
- 354 год до н. э. — после осады греческий полис Мефона сдался. При осаде стрела, выпущенная неким Астером, повредила правый глаз Филиппу. Все жители были выселены, город срыт, Астер распят.
- 353—352 годы до н. э. — участие в третьей Священной войне. Фокидяне разбиты и вытеснены из Фессалии в Центральную Грецию. Филипп подчиняет Фессалию.
- 352—351 годы до н. э. — поход во Фракию. Фракийцы уступили спорные территории Македонии.
- 350—349 годы до н. э. — успешный поход в Иллирию и против пеонийцев.
- 349—348 годы до н. э. — захват Олинфа и других городов Халкидики. Олинф разрушен, жители проданы в рабство.
- 346 год до н. э. — поход во Фракию. Фракийский царь Керсоблепт стал вассалом Македонии.
- 346—344 годы до н. э. — поход в Среднюю Грецию. Разорение фокидских городов, население которых насильственно переселили на границы Македонии.
- 343 год до н. э. — Поход в Иллирию, взята большая добыча. Окончательное подчинение Фессалии, в очередной раз Филипп меняет там власть.
- 342 год до н. э. — Филипп свергает эпирского царя Аррибу и возводит на престол Александра Молосского, брата своей жены Олимпиады. Некоторые пограничные области Эпира присоединены к Македонии.
- 342—341 годы до н. э. — поход во Фракию, фракийский царь Керсоблепт низвергнут, наложена дань на племена, установлен контроль над всем фракийским побережьем Эгейского моря.
- 340—339 годы до н. э. — осада Перинфа и Византия, контролирующих проливы в Чёрное море. Извечные враги, Афины и персы, оказались на одной стороне, посылая помощь осаждённым. Из-за упорного сопротивления Филипп вынужден отступить.
- 339 год до н. э. — поход на скифов к берегам Дуная. В битве пал скифский вождь Атей:

«Двадцать тысяч женщин и детей было взято в плен, было захвачено множество скота; золота и серебра не нашлось совсем. Тогда пришлось поверить тому, что скифы действительно очень бедны. В Македонию послали двадцать тысяч наилучших кобылиц для разведения коней [скифской породы]». 
Однако на пути домой воинственные трибаллы атаковали македонян и отбили все трофеи. «В этом сражении Филипп был ранен в бедро, и притом так, что оружие, пройдя через тело Филиппа, убило его коня».
Едва оправившись от ран, хотя хромота осталась, неутомимый Филипп быстрым манёвром двинулся в Грецию.

### Ниспровержение Греции
Филипп вошёл в Грецию не как завоеватель, но по приглашению самих греков, чтобы наказать жителей Амфиссы в центральной Греции за самовольный захват священных земель. Однако после разорения Амфисс царь не спешил удаляться из Греции. Он захватил ряд городов, откуда мог легко угрожать основным греческим государствам.
Благодаря энергичным усилиям Демосфена, давнего противника Филиппа, а теперь ещё и одного из руководителей Афин, образовалась антимакедонская коалиция между целым рядом городов; стараниями Демосфена к союзу был привлечён сильнейший из них — Фивы, до сих пор бывшие в союзе с Филиппом. Давняя вражда Афин и Фив уступила место чувству опасности от возросшего могущества Македонии. Соединённые силы этих государств пытались выдавить македонян из Греции, но безуспешно. В 338 году до н. э. произошло решающее сражение при Херонее, положившее конец блеску и величию древней Эллады.
Разгромленные греки бежали с поля боя. Беспокойство, едва не переросшее в панику, овладело Афинами.
Чтобы пресечь стремления к бегству, народное собрание приняло постановление, согласно которому такого рода поступки считались государственной изменой и наказывались смертью. Жители принялись энергично укреплять стены города, накапливать продовольствие, всё мужское население призвано к военной службе, рабам обещана свобода. Однако Филипп не пошёл в Аттику, памятуя о неудачной осаде Византия и флоте Афин в 360 триер. Сурово распорядившись с Фивами, он предложил Афинам относительно мягкие условия мира. Вынужденный мир был принят, хотя о настроении афинян говорят слова оратора Ликурга про павших на херонейских полях: 
Ведь когда они расстались с жизнью, была порабощена и Эллада, а вместе с их телами была погребена и свобода остальных эллинов.

### Гибель

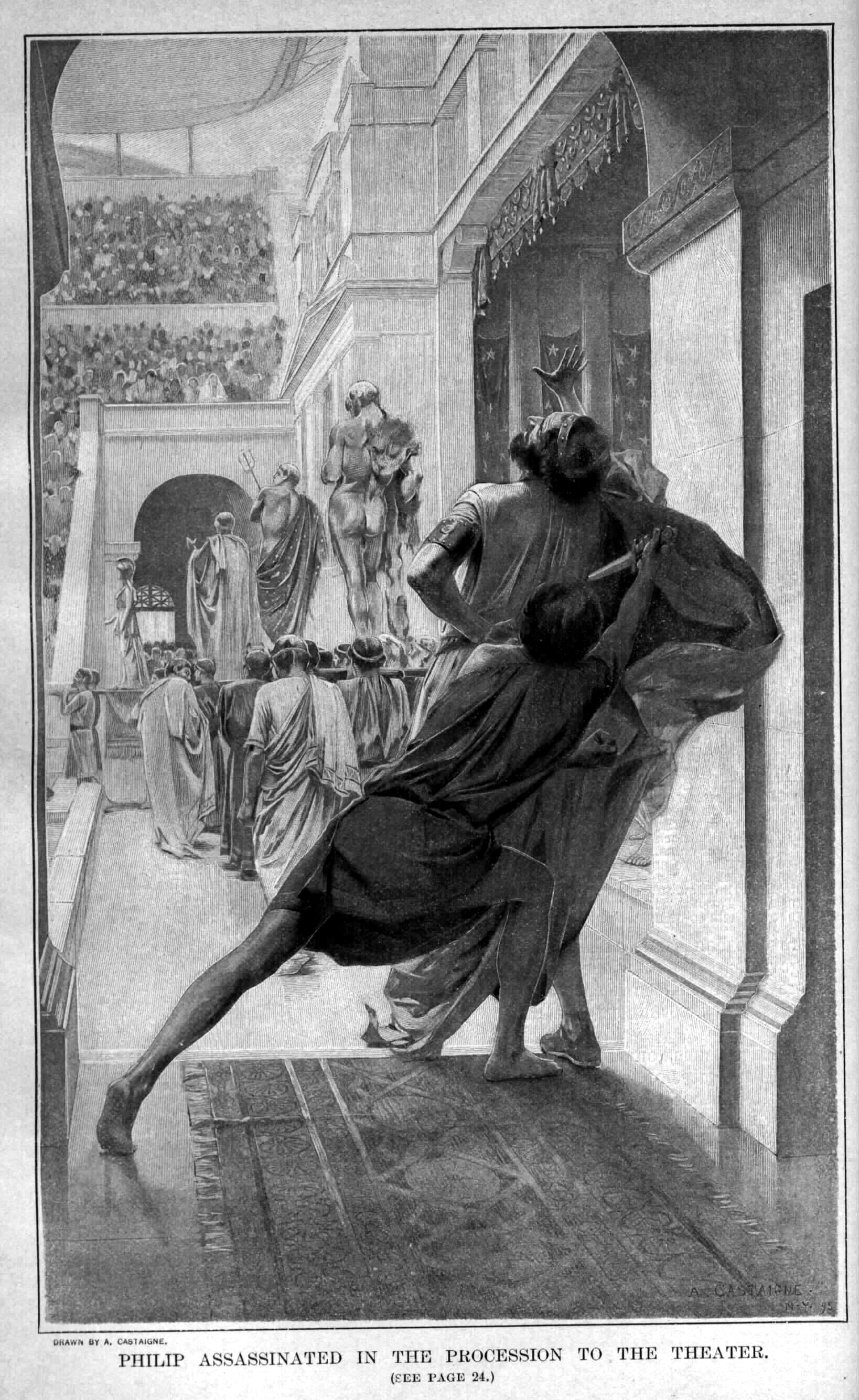
Убийство Филиппа II Павсанием. Рисунок Андре Кастеня (1899 г.).

В 337 году до н. э. под эгидой Коринфского союза Филипп фактически объединил Грецию и начал подготовку к вторжению в Персию. О дальнейших шагах Филиппа после Херонеи Марк Юниан Юстин пишет так: 
«Филипп определил условия мира для всей Греции сообразно с заслугами отдельных государств и образовал из всех их общий совет, как бы единый сенат. Одни только лакедемоняне отнеслись с презрением и к царю, и к его установлениям, считая не миром, а рабством тот мир, о котором не сами государства договорились, а который дарован победителем. Затем определена была численность вспомогательных отрядов, которые должны были выставить отдельные государства либо в помощь царю в случае нападения на него, либо для использования их под его командой в случае, если он сам объявит войну кому-нибудь. И не было сомнения, что эти приготовления направлены против персидского государства. Численность вспомогательных отрядов была 200 000 пехотинцев и 15 000 всадников. В начале весны он послал вперёд в Азию, подвластную персам, трёх полководцев: Пармениона, Аминту и Аттала…»
Однако на пути этих планов встал острый семейный кризис, вызванный человеческими страстями царя. Именно, в 337 году до н. э. он неожиданно женился на молодой Клеопатре, что вознесло к власти группировку её родственников во главе с дядей Атталом. Результатом был отъезд оскорблённой Олимпиады в Эпир к своему брату, царю Александру Молосскому, и отъезд сына Филиппа, тоже Александра, сначала вслед за матерью, а затем к иллирийцам. В конце концов Филипп добился компромисса, результатом которого было возвращение Александра. Обиду эпирского царя за сестру Филипп сгладил выдачей за него своей дочери Клеопатры.
Весной 336 года до н. э. Филипп выслал в Азию 10-тысячный передовой отряд под командованием Пармениона и Аттала и собирался выступить в поход лично по окончании свадебных торжеств. Но во время этих торжеств он был убит своим телохранителем Павсанием.
Смерть царя обросла различными версиями, основанными, в основном, на догадках и умозаключениях по принципу «кому выгодно». Греки подозревали неукротимую Олимпиаду; называли и имя царевича Александра, и в частности рассказывали (по словам Плутарха), будто он на жалобы Павсания ответил строкой из трагедии: «Всем отомстить: отцу, невесте, жениху…». Современные учёные обращают также внимание на фигуру Александра Молосского, который имел в убийстве и политический, и личный интерес. Александр Македонский казнил двух братьев из Линкестиды, сыновей Аэропа, за соучастие в покушении, но основания приговора остались неясными. Потом тот же Александр обвинял в смерти отца персов.
В открытом в 1977 году греческим археологом Манолисом Андроникосом древнем захоронении в македонской гробнице в греческой Вергине, были обнаружены останки, предположительно принадлежащие Филиппу, что вызвало научную дискуссию и подтвердилось впоследствии.

## Семья

### Жёны
Афиней приводит фрагмент из «Истории Филиппа» Сатира Перипатетика III века до н. э., в котором перечислены имена семи жён Филиппа II — Аудаты, Филы, Никесиполиды, Филинны, Олимпиады, Меды и Клеопатры. Сатир Перипатетик в изложении Афинея перечислял жён Филиппа II в хронологическом порядке. Современные историки ставят под сомнение верность этого тезиса. Также они обращают внимание, что все браки македонского царя были политически мотивированными, даже в тех случаях, где античные авторы писали о любви.
Одной из первых жён Филиппа II была Фила. Девушка происходила из царского рода верхнемакедонской области Элимеи. Её отцом, по мнению ряда исследователей, был Дерда II. Брак с царевной из верхнемакедонской области мог быть выгодным для Филиппа II в самом начале его правления. Кроме примирения Нижней и Верхней Македонии свадьба с Филой обеспечила пополнение македонской армии сильной элимиотской конницей. Й. Уортингтон предположил, что брак Филиппа II был заключён до его воцарения около 360 года до н. э. при посредничестве царя Пердикки III. Дальнейшая судьба Филы достоверно неизвестна, носит предположительный характер. Возможно, она умерла вскоре после свадьбы. В противном случае Фила, учитывая происхождение и важность для Филиппа II сохранения хороших отношений с элимейской аристократией, могла находиться при македонском дворе как и некоторые другие её близкие родственники.
Около 359 года до н. э. Филипп II женился на родственнице могущественного иллирийского царя Бардила Аудате. Их брак был частью условий мирного договора между двумя правителями. Во время свадьбы Аудата получила имя «Эвридики». В браке с Филиппом II Аудата родила дочь Кинану, которую, когда та подросла, обучала верховой езде, охоте и бою. По мнению К. А. Киляшовой, это свидетельствует, что Аудата не прижилась в македонском обществе и сохранила верность традициям своей родины, которые предполагали большую независимость женщин и их участие в военных действиях.

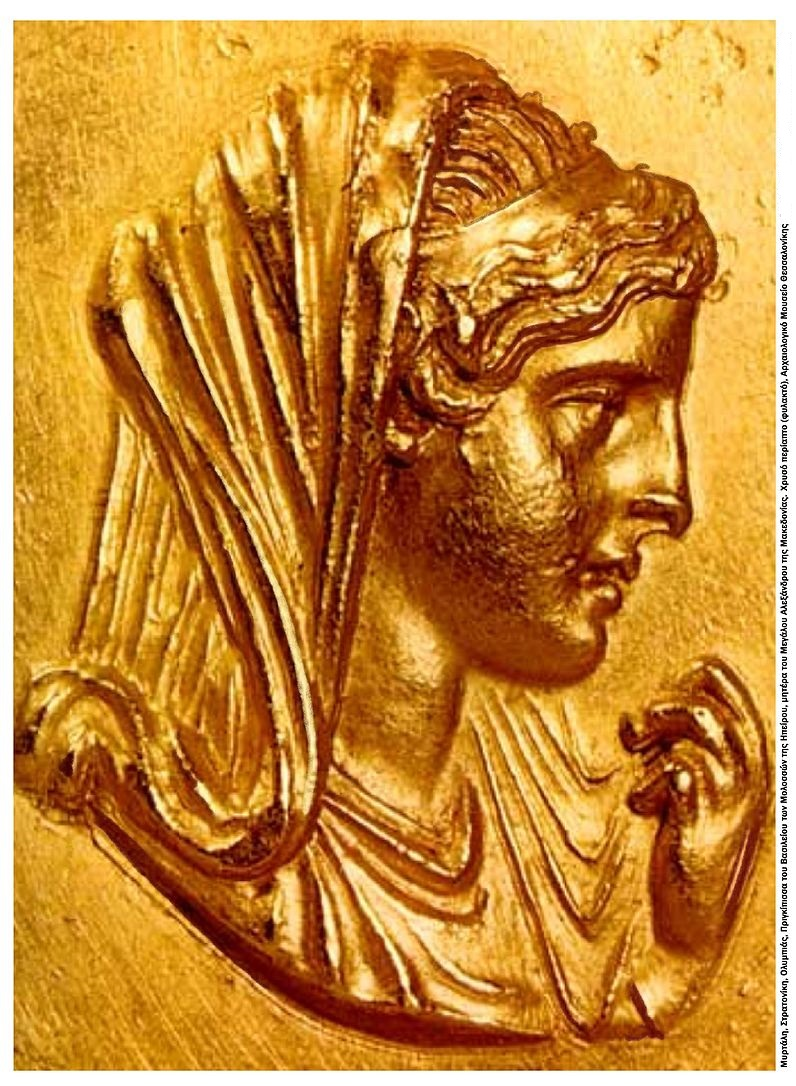
Изображение Олимпиады на отчеканенном при Каракалле (198—217) римском медальоне. Археологический музей Салоник, Греция

В 358 или начале 357 года до н. э. Филинну Филипп II женился на Филинне — представительнице правящего фессалийского рода Алевадов, которые нуждались в союзе с Македонией для защиты от ферских тиранов. Возможно, вместе с Филинной Филипп II получил гражданство главного фессалийского города Ларисы, что впоследствии поволило ему стать «архонтом» Фессалийского союза. К времени свадьбы Филинны относится первый поход Филиппа II в Фессалию, когда македоняне разбили войско ферских тиранов Тисифона и Ликофрона, заставив их прекратить наступление на свободные фессалийские города. На короткое время Филинна стала главной супругой Филиппа II, особенно после рождения первенца Арридея, предположительно, в 357 году до н. э.
В промежутке между 359 и 357 годами до н. э. Филипп II женился на эпирской царевне Олимпиады. Через Олимпиаду Филипп II стремился упрочить своё положение в соседнем Эпире. Происхождение и политическое влияние семьи Олимпиады делало её «первой» супругой македонского царя. Возможно, такой статус Олимпиады был частью брачного договора между Филиппом II и Аррибом. Также Арриб мог выторговать признание сына Олимпиады наследником македонского престола. Частью соглашения, возможно, была передача Македонии региона Орестида в качестве приданого Олимпиады.
Олимпиада занимала главенствующее положение среди других жён Филиппа II и стала одной из наиболее влиятельных персон при македонском дворе. Частично это можно объяснить статусом матери наследника престола Александра, который родился в 356 году до н. э. Также нельзя исключить особую искушённость Олимпиады в интригах при македонском дворе.
Дата свадьбы Филиппа II с родственницей ферских тиранов Никесиполидой достоверно неизвестна. По одной из версий, этот брак Филиппа II должен был примирить фессалийское общество под властью македонского царя. Согласно античной легенде, Олимпиада заподозрила, что фессалийка околдовала Филиппа II приворотным зельем. Однако, после разговора с ней царица отметила, что фессалийка не только красива, но и во время разговора держится разумно и с достоинством. Согласно легенде Олимпиада сказала: «Прочь клевета! Приворотное зелье в тебе самой.» Из сочинения Стефана Византийского следует, что Никесиполида умерла спустя двадцать дней после рождения дочери.
В 342 году до н. э. Филипп II женился на дочери царя гетов Кофелая Меде. На тот момент македоняне завершили завоевание Одрисского царства, на северных границах которого располагались владения Кофелая. Союз с гетами лишал фракийцев возможности получить поддержку с севера в случае восстания. В античных источниках нет упоминаний о детях Филиппа II от Меды. Согласно предположению П. Грина, Меда могла умереть вскоре после свадьбы, либо быть отвергнутой супругом. Э. Кэрни считала данную гипотезу неверной. По её мнению, Меда могла и в случае своей бездетности оставаться жить при македонском царском дворе, пусть и не оказывая самостоятельного политического влияния, так как Филипп II был заинтересован в союзе с её отцом и правителем гетов.

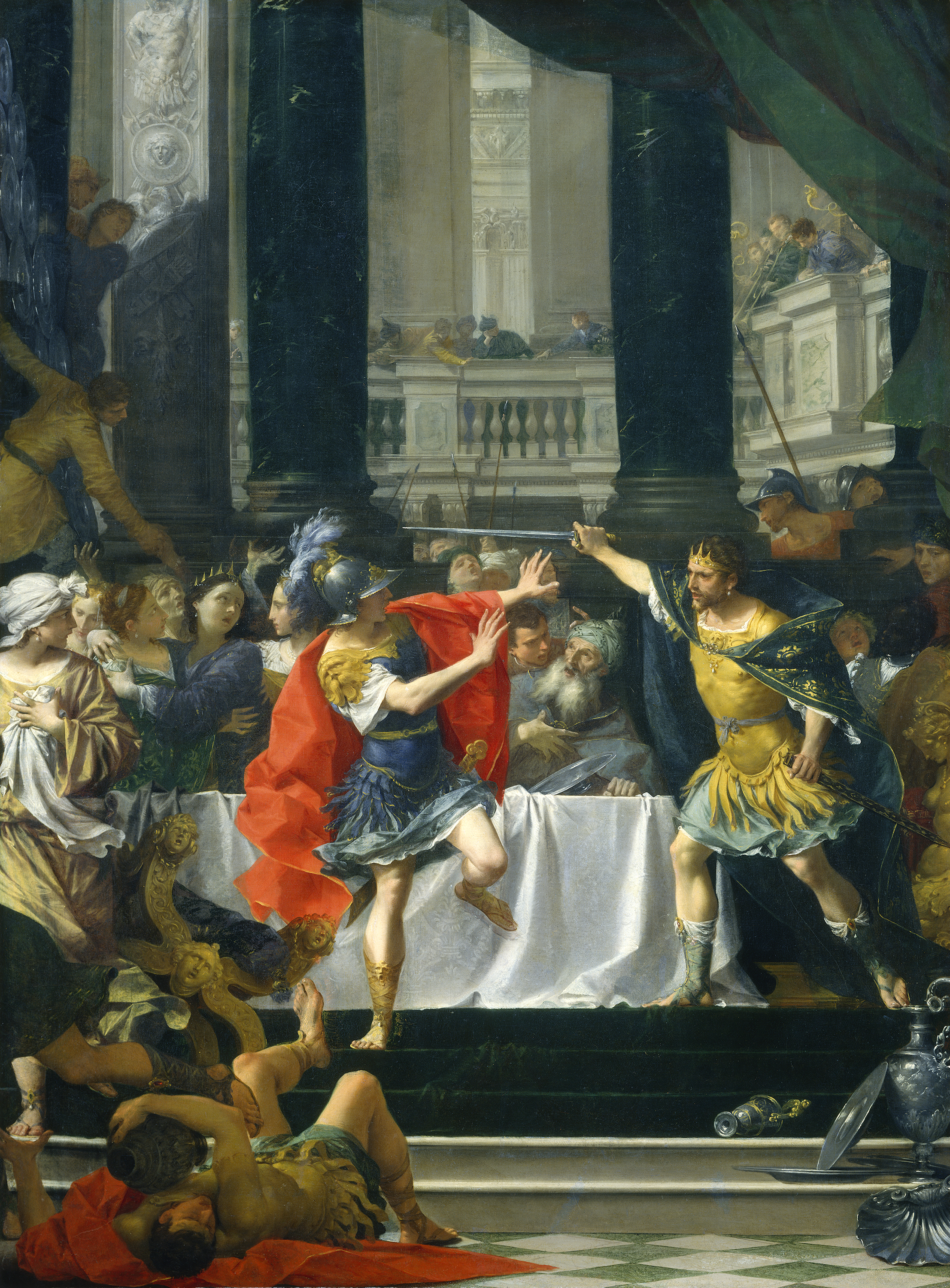
«Александру Македонскому угрожает отец». Донато Крети, 1700/1705 годы. Национальная галерея искусства, Вашингтон, США

Летом или осенью 337 года до н. э. Филипп II взял в жёны македонскую аристократку Клеопатру. Афиней и Плутарх утверждали, что царь влюбился в молодую девушку. Заключение брака с македонской аристократкой повышало лояльность местной знати, что на фоне подготовки войны с империей Ахеменидов было важным для Филиппа II. Также македонскому царю были нужны наследники. Из двух сыновей старший — Арридей — был слабоумным, а младший — Александр — мог как погибнуть во время сражения, так и устроить заговор против Филиппа II.
Согласно Юстину, перед женитьбой на Клеопатре Филипп II развёлся с Олимпиадой, матерью Александра. Такая практика не была характерной для полигамных македонских царей, которые могли одновременно иметь несколько жён. Вне зависимости от того, был ли официально оформлен развод, с женитьбой Филиппа II на Клеопатре положение Олимпиады при дворе резко пошатнулось. Также гипотетические будущие сыновья Клеопатры создавали угрозу для престолонаследия Александра.
Сложившаяся ситуация при македонском дворе нашла отображение в скандале, который произошёл во время свадьбы. Согласно Плутарху, опьяневший дядя невесты Аттал стал призывать македонян молиться, чтобы у молодожёнов родился законный наследник. Взбешённый Александр со словами: «Так что же, негодяй, я по-твоему незаконнорождённый, что ли?» — швырнул в Аттала кубок. Филипп II обнажил меч и бросился на сына. Однако, к тому моменту он был уже пьян, подскользнулся и упал, что Александр с издёвкой прокомментировал как: «Смотрите люди! Этот человек, который собирается переправиться из Европы в Азию, растянулся, переправляясь от ложа к ложу». После ссоры на свадьбе Олимпиада уехала из Македонии на родину в Эпир, а Александр — в Иллирию. Бегство Олимпиады можно объяснить не только оскорблёнными чувствами, но и угрозой для жизни со стороны родственников Клеопатры.
Через несколько дней после того как Клеопатра родила ребёнка Филипп II был убит на свадьбе своей дочери Клеопатры от Олимпиады с эпирским царём Александром Молосским. Согласно Плутарху, убийцей царя был Павсаний «потерпевший жестокую обиду из-за Аттала и Клеопатры». Хоть достоверность данного фрагмента и является сомнительной, Клеопатра имела определённое влияние при македонском дворе, которое использовала в интересах своего дяди.
Новым царём стал Александр Македонский. При его воцарении были казнены ряд лиц, которые могли угрожать молодому царю, среди которых были Клеопатра с новорождённым ребёнком.

### Дети
В античных источниках упомянуты три сына (Арридей, Александр, Каран) и четыре дочери (Кинана, Клеопатра, Фессалоника, Европа) Филиппа II. Старшая дочь Филиппа II Кинана, чьё имя означало «сияющая» или «лучезарная», родилась в 358/357 году до н. э. Мать девочки иллирийка Аудата по обычаям родной страны учила дочь верховой езде, охоте и бою. Возможно, по мнению Н. Ю. Сивкиной и Е. Ю. Борисовой, Аудата забрала Кинану в Иллирию, где и прошло её детство. Впоследствии она вернулась в Македонию и даже сопровождала отца во время одного из походов.

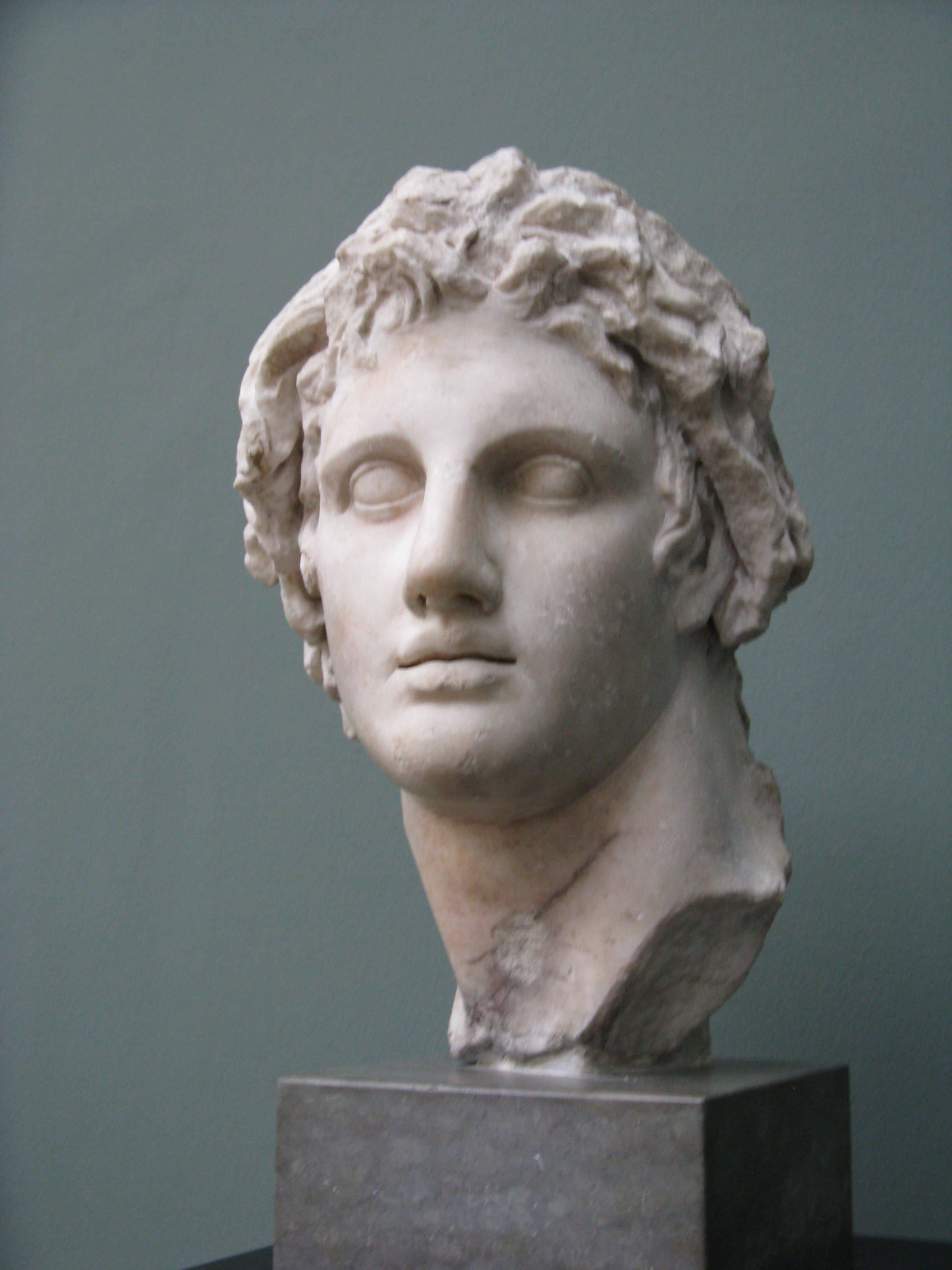
Сын и наследник Филиппа II Александр.
Античный бюст Александра Македонского в Новой глиптотеке Карлсберга, Копенгаген, Дания

В 358 или 357 годах до н. э. у Филиппа II родился первенец Арридей от Филинны, а в 356 году до н. э. ещё один сын Александр от Олимпиады. В промежутке между 355 и 352 годами до н. э. Олимпиада родила Филиппу ещё одного ребёнка — дочь Клеопатру. Античные источники представляют Арридея слабоумным и «не в полном уме», страдающим «неизлечимой умственной болезнью» и «ничем не отличающимся от младенца» человеком. Й. Уортингтон отметил, что природа заболевания Арридея неизвестна, однако привёл три гипотезы относительно её причины. Возможно, у ребёнка проявилась эпилепсия. Также, не исключено, что ребёнок травмировался, либо, как указывали античные авторы, был в детстве отравлен другой женой Филиппа II и матерью Александра, которому она хотела обеспечить престол, Олимпиадой. Третья версия, хоть и выглядит маловероятной, не лишена определённых оснований. Арридей был старше Александра и, соответственно, имел все основания претендовать на престол в будущем. В детстве, когда оба ребёнка были слишком малы, болезнь Арридея была незаметной и, соответственно, он потенциально был главным соперником для Александра в качестве наследника престола. Ряд эпизодов из жизни Олимпиады, в которых она проявила себя жестокой, даже по меркам античности, и властолюбивой женщиной, свидетельствуют, что царица могла пойти на преступление ради властных амбиций собственных потомков. Э. Д. Кэрни в своём исследовании пришла к выводу, что Арридей был физически здоровым человеком с умственной отсталостью.
Дата рождения ещё одной дочери Филиппа II от Никесиполиды Фессалоники, чьё имя означало «фессалийская победа», достоверно неизвестна. По одной из версий, она родилась в 352 году до н. э. По другой версии, свадьба Филиппа II и Никесиполиды состоялась в 346 году до н. э., а Фессалоника родилась в 345/344 году до н. э. Историки отдают предпочтение более поздней датировке. Их предположение основано на позднем браке Фессалоники в 315 году до н. э., в котором она родила трёх сыновей. Если бы Фессалоника родилась в 352 году, то на момент свадьбы ей было бы около 40 лет, что делает рождение трёх детей менее вероятным, по сравнению с возрастом вступления в брак около 30 лет.
Последний ребёнок Филиппа II родился за несколько дней до его смерти. В античных источниках приведены две противоречивые версии о ребёнке Филиппа II и Клеопатры. Афиней со ссылкой на Сатира Перипатетика писал, что эта была дочь, которую назвали Европой. Другие античные историки, а именно Диодор Сицилийский и Павсаний, писали о сыне Клеопатры. Юстин в одном из фрагментов упоминал Карана, рождённого от мачехи Александра. П. Грин отождествил упомянутых у Диодора, Юстина и Павсания сыновей Филиппа II, предположив, что мальчика назвали в честь мифологического основателя династии Аргеадов Карана. Исходя из того, что Клеопатра вышла замуж за Филиппа II в 337 году до н. э., у женщины могли быть одни роды. Канадский историк В. Хеккель отдавал предпочтение сведениям из Афинея, согласно которому у Клеопатры родилась дочь. Одновременно он считал, что Каран был вымышленным персонажем. Того же мнения придерживался У. Тарн. К. А. Киляшова отмечала, что согласно данным источников у историков нет оснований однозначно отрицать существование Карана. У Клеопатры могли родиться как дочь, так и сын, и даже близнецы разного пола. Ряд историков считали, что Каран мог быть сыном Филиппа II от одной из его более ранних жён или даже любовниц. Так, немецкий антиковед Гельмут Берве и французский археолог Поль Фор предполагали, что матерью Карана была Фила — одна из первых жён Филиппа II. Австрийский антиковед Фриц Шахермайр даже считал, что Каран родился, когда Филипп ещё не был царём. Советский историк И. Ш. Шифман не исключал того, что матерью Карана могли быть Фила или Меда.

## Филипп как полководец

Завоевания Филиппа II:
Македонское царствo (красным);
Подчинённые Македонии земли: фракийские племена, Эпир, Фессалия и полисы Коринфского союза.
Спарта и прочие нейтральные полисы (синим).
Враждебная Империя Ахеменидов.

Демосфен оставил такой отзыв о стратегии Филиппа:

Прежде лакедемоняне в течение четырёх или пяти месяцев, как раз в самую лучшую пору года, вторгнутся, бывало, опустошат страну противников своими гоплитами, то есть гражданским ополчением, и потом уходят обратно домой… это была какая-то честная и открытая война. Теперь же… большинство дел погубили предатели, и ничего не решается выступлениями на поле битвы или правильными сражениями… И я не говорю уж о том, что ему [Филиппу] совершенно безразлично, зима ли стоит в это время или лето, и он не делает изъятия ни для какой поры года и ни в какую пору не приостанавливает своих действий.— 
Именно Филиппу принадлежит заслуга создания регулярной македонской армии. Прежде македонский царь, как писал Фукидид про Пердикку II, имел в распоряжении постоянную конную дружину числом около тысячи воинов и наёмников, а пешее народное ополчение призывалось в случае внешнего вторжения. Количество конницы увеличилось за счёт приёма новых «гетайров» на военную службу, таким образом царь привязал племенную знать к себе лично, завлекая их новыми землями и дарами. Конница гетайров во времена Александра Македонского насчитывала 8 эскадронов по 200—250 тяжеловооружённых всадников. Филипп первым в Греции применил конницу как самостоятельную ударную силу. В битве при Херонее гетайры под командованием Александра Македонского истребили непобедимый «Священный отряд фиванцев».
Пешее ополчение благодаря успешным войнам и дани с покорённых народов превратилось в постоянное профессиональное войско, вследствие чего стало возможным создание македонской фаланги, набираемой по территориальному принципу. Македонская фаланга во времена Филиппа состояла из полков примерно по 1500 человек и могла действовать как в плотном монолитном строю, так и маневрировать подразделениями, перестраиваться, менять глубину и фронт.
Также Филипп применял и другие рода войск: щитоносцев (гвардейская пехота, более подвижная, чем фаланга), фессалийская союзная конница (мало чем отличалась по вооружению и численности от гетайров), лёгкая кавалерия из варваров, лучники, пешие отряды союзников.
По словам Полиена, «Филипп приучал македонцев к постоянным упражнениям, в мирное время как в реальном деле. Так он часто заставлял их маршировать по 300 фарлонгов [60 км], неся с собой шлемы, щиты, поножи и копья, а сверх того ещё провизию и прочую утварь». Дисциплину в войсках царь поддерживал жёстко. Когда два его генерала в пьяном виде привели в походный лагерь певичку из борделя, он изгнал обоих из Македонии.
Благодаря греческим инженерам Филипп применил при осаде Перинфа и Византия (340—339 годы до н. э.) передвижные башни и метательные машины. Ранее греки брали города, как в случае с легендарной Троей, в основном измором и разбивая стены таранами. Сам Филипп предпочитал штурму подкуп. Ему приписывает Плутарх крылатое выражение — «осёл, гружённый золотом, возьмёт неприступную крепость».
В начале царствования Филипп во главе войска бросался в гущу сражения: под Мефоной стрела выбила ему глаз, трибаллы насквозь пробили бедро, в одном из боёв перебили ключицу. Позже царь управлял войсками, опираясь на своих полководцев, и старался использовать разнообразные тактические приёмы, а ещё лучше политические. Как пишет Полиен про Филиппа: «Он не был столь успешен в силе оружия, сколько в союзах и переговорах… Он ни разоружал побеждённых, ни разрушал их укреплений, но его главной заботой было создать соперничающие фракции, чтобы защитить слабых и сокрушить сильных». 
 Юстин вслед повторяет: «Любой приём, который вёл к победе, не был постыдным в его глазах».

## Могила Филиппа II в Эгаи
В 1977 году греческий археолог Манолис Андроникос начал раскопки Великого кургана в Эгаи, недалеко от современной Вергины, столицы и места захоронения царей Македонии, и обнаружил две из четырёх гробниц нетронутые. Более того, в этих двух гробницах, особенно во второй, были найдены сокровища и предметы высокого качества и изысканности. Он предположил, что в гробнице II был похоронен Филипп II. На это указывали, в частности, поножи, одна из которых имела форму, соответствующую форме ноги со смещённой большеберцовой костью (из письменных источников известно, что Филипп II сломал большеберцовую кость). Кроме того, остатки черепа показывают повреждение правого глаза, вызванное проникновением предмета (исторически записано, что это была стрела).
В 2015 году двое учёных, изучавших некоторые кости, заявили, что Филипп был похоронен в гробнице I, а не в гробнице II. На основании возраста, анкилоза колена и отверстия, совпадающего с проникающим ранением и хромотой Филиппа, авторы исследования идентифицировали останки гробницы I в Вергине как останки Филиппа II. Гробница II была идентифицирована как гробница царя Арридея и его жены Эвридики II. Министерство культуры Греции ответило, что это утверждение безосновательно и что археологические данные показывают, что анкилотическое колено принадлежит другому телу, которое было брошено или помещено в гробницу I после того, как она была разграблена, и, вероятно, между 276/5 и 250 годами до н. э. Кроме того, версия, что гробница I принадлежала Филиппу II, ранее была признана ложной. Более поздние исследования дают дополнительные доказательства того, что гробница II содержит останки Филиппа II и его жены Меды. Это означает, что великолепная настенная роспись высотой 5,6 метра над входом может изображать сцену охоты с участием Филиппа и Александра Македонского.

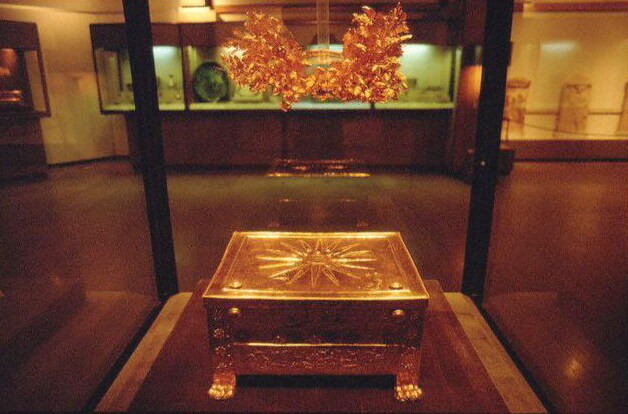
Золотой ларнакс и венок Филиппа II Македонского в музее Вергины

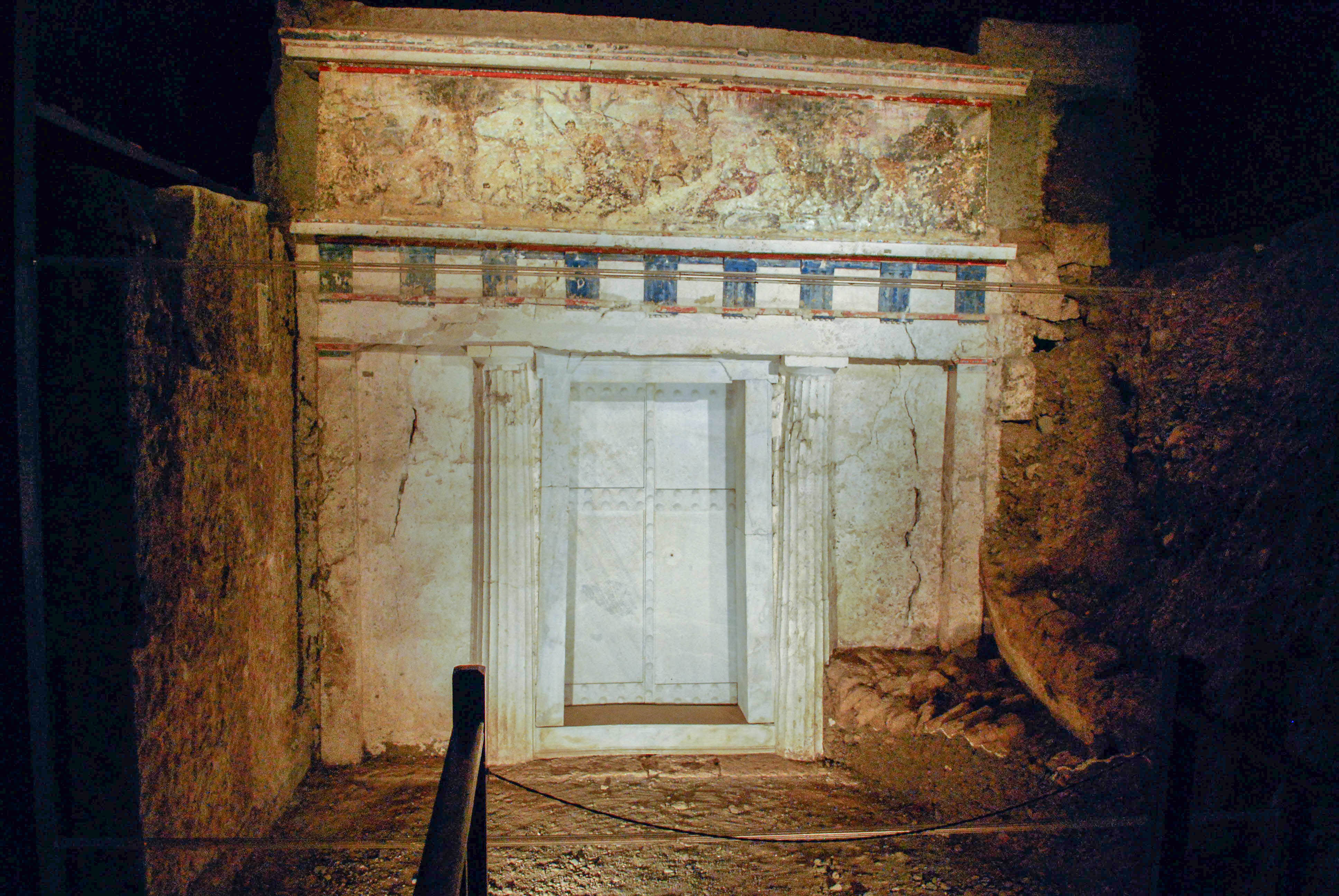
Могила Филиппа II Македонского в Музее царских гробниц в Вергине

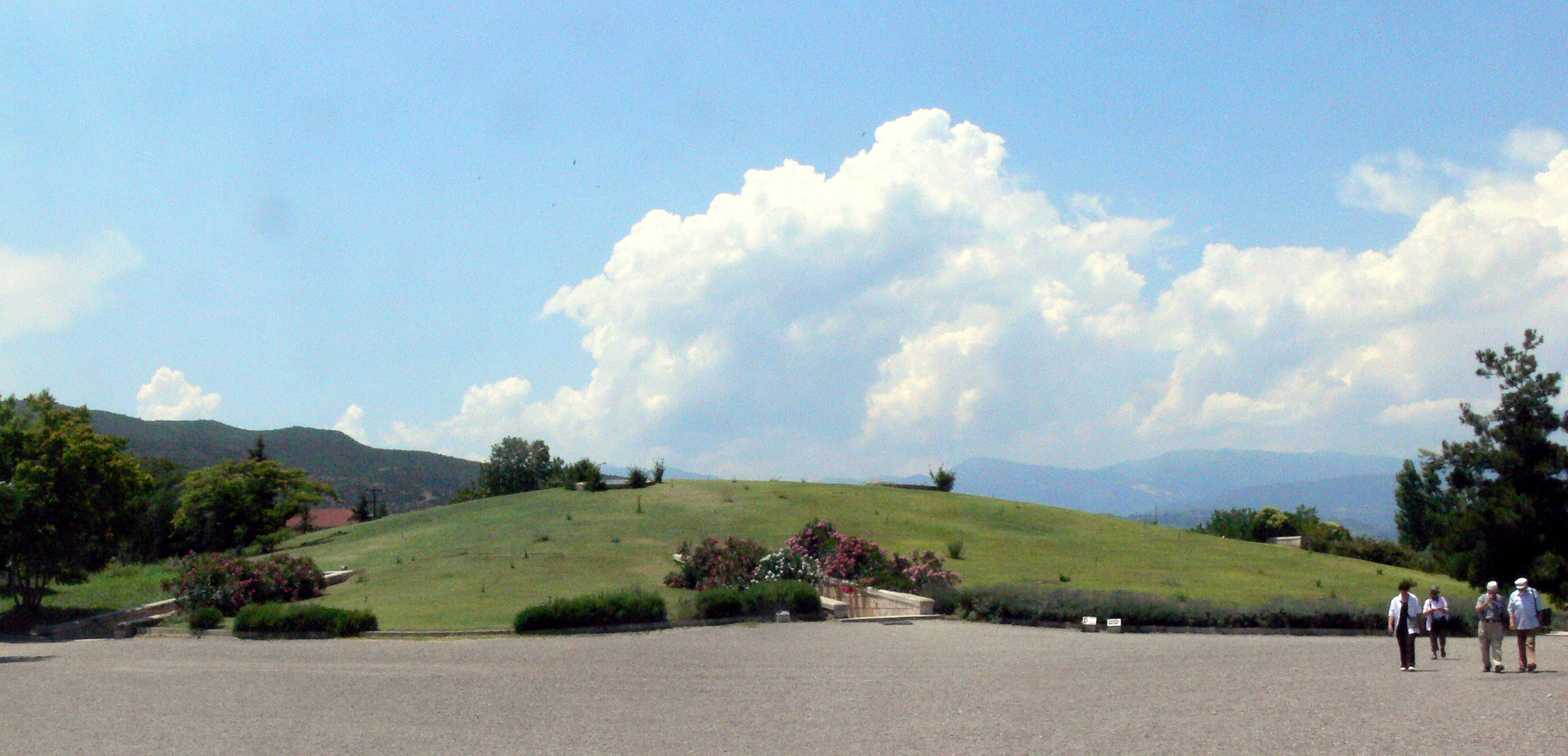
Большой курган Айгаи

## Оценки личности и деятельности
Филипп оставил о себе противоречивые суждения современников. У одних он вызывал ненависть как душитель свободы, другие видели в нём мессию, посланного объединить раздробленную Элладу. Коварный и великодушный одновременно. Одерживал победы, но и терпел поражения. Приглашал философов ко двору, а сам предавался беспробудному пьянству. Имел много детей, но никто из них не умер по возрасту.
Филипп, несмотря на годы, проведённые в Фивах в юности, никак не походил на просвещённого государя, а был нравами и образом жизни схож с варварскими царями соседней Фракии. Феопомп, лично наблюдавший жизнь македонского двора при Филиппе, оставил такой отзыв:

«Если и был кто-нибудь во всей Греции или среди варваров, чей характер отличался бесстыдством, он неизбежно был привлечён ко двору царя Филиппа в Македонии и получил титул 'товарища царя'. Ибо в обычае Филиппа было славить и продвигать тех, кто прожигал свои жизни в пьянстве и азартных играх… Некоторые из них, будучи мужчинами, даже чисто брили свои тела; и даже бородатые мужи не уклонялись от взаимной скверны. Они брали с собой по два или три раба для похоти, в то же время предавая себя для той же постыдной службы, так что справедливо бы их называть не солдатами, но проститутками.»

Афиней повторяет эту цитату Феопомпа и добавляет, что хотя число сотоварищей не превышало 800, но владели они большей землёй, чем любые 10 тысяч богатых греков.
Пьянство при дворе Филиппа поражало греков. Сам он часто пьяным отправлялся в битву, принимал афинских послов. Буйные пиршества царей были характерны для эпохи разложения родоплеменных отношений, и утончённые греки, сурово порицавшие пьянство и разврат, так же проводили время в пирах и войнах в свою героическую эпоху, дошедшую до нас в сказаниях Гомера. Полибий приводит надпись на саркофаге Филиппа: «Он ценил радости жизни».
Филипп любил весёлое застолье с неумеренным потреблением неразбавленного вина, ценил шутки сотрапезников и за остроумие приближал не только македонян, но и греков. Также ценил он образованность, для обучения и воспитания Александра, наследника трона, пригласил Аристотеля. Юстин отмечал ораторское искусство Филиппа:

«В беседах был и льстив, и коварен, на словах обещал больше, чем выполнял… Как оратор он был красноречиво изобретателен и остроумен; изощрённость его речи сочеталась с лёгкостью и сама эта лёгкость была изощрённой.»

Царь уважал и щедро вознаграждал друзей, к врагам относился снисходительно. Не был жесток с побеждёнными, легко отпускал пленных и даровал свободу рабам. В быту и общении был прост и доступен, хотя и тщеславен. Как пишет Юстин, Филипп хотел, чтобы подданные его любили, и старался судить по справедливости.

## Образ в кино
- 1956 — Александр Великий (в роли Филиппа II — Фредрик Марч)
- 2004 — Александр (в роли Филиппа II — Вэл Килмер)
- 2010 — Молодой Александр Великий (в роли Филиппа II — Джон Молдер-Браун)

### Исследования
- Аверинцев С. С. Плутарх и античная биография. — М.: Наука, 1973. — 280 с.
- Борза Ю. История античной Македонии (до Александра Великого). — СПб.: Нестор-История, 2013. — 592 с. — ISBN 978-5-44690-015-2.
- Дандамаев М. А. Политическая история Ахеменидской державы. — М.: Наука, 1985. — 319 с.
- Кембриджская история древнего мира / под редакцией Д.-М. Льюиса, Дж. Бордмэна, С. Хорнблоуэра, М. Оствальда. Перевод, научное редактирование, примечания А. В. Зайкова. — М.: Ладомир, 2017. — Т. VI. Четвёртый век до нашей эры. Второй полутом. — 720 с. — ISBN 978-5-86218-542-3.
- Киляшова К. А. Политическая роль женщин при дворе македонских царей династии Аргеадов. Диссертация на соискание учёной степени кандидата исторических наук / Научный руководитель доктор исторических наук, профессор Э. В. Рунг. — Казань: Казанский (Приволжский) федеральный университет, 2018.
- Клеймёнов А. А. Македоно-иллирийское пограничье как место зарождения «военного чуда» эпохи Филиппа II и Александра Великого // Tractus aevorum: эволюция социокультурных и политических пространств. — Белгородский государственный национальный исследовательский университет», 2020. — Т. 7, № 1. — С. 3—21. — ISSN 2312-3044. — doi:10.18413/2312-3044-2020-7-1-3-21.
- Сивкина Н. Ю., Борисова Е. Ю. Семья Филиппа II Македонского: культурологический подход античных авторов // Человек и культура. — 2024. — № 2. — С. 142—151. — doi:10.25136/2409-8744.2024.2.40599.
- Туманс Х. Перикл на все времена // Вестник РГГУ. Серия: Литературоведение. Языкознание. Культурология. — 2010. — Вып. 53, № 10. — С. 117—154. — ISSN 2073-6355.
- Уортингтон Й. Филипп II Македонский = Philip II of Macedonia / Перевод С. В. Иванова. — СПб.: Евразия, 2014. — 400 с. — (CLIO). — ISBN 978-5-91852-053-6.
- Фор П. Александр Македонский / Пер. с франц. И. И. Маханькова. — М. : Молодая гвардия, 2011. — 445 с. — (Жизнь замечательных людей). — ISBN 978-5-235-03423-5.
- Фролов Э. Д. Греция в эпоху поздней классики (Общество. Личность. Власть). — СПб.: Издательский Центр «Гуманитарная Академия», 2001. — 602 с. — (Studia classica). — ISBN 5-93762-013-5.
- Шахермайр Ф. Александр Македонский. — Ростов-на-Дону: Феникс, 1997. — 576 с. — ISBN 5-85880-313-Х.
- Шифман И. Ш. Александр Македонский. — Л.: Наука, 1988. — 208 с. — ISBN 5-02-027233-7.
- Berve H. Das Alexanderreich auf prosopographischer Grundlage (нем.). — München: C. H. Beck`sche Verlagsbuchhandlung, 1926. — Vol. 2.
- Carney E. D.[англ.]. Women and Monarchy in Macedonia (англ.). — Norman: University of Oklahoma Press, 2000. — ISBN 0-8061-3212-4.
- Carney E. D.[англ.]. The Trouble with Philip Arrhidaeus (англ.) // Ancient History Bulletin. — 2001. — Vol. 15. — P. 63—89.
- Carney E. D. Olympias. Mother of Alexander the Great (англ.). — New York • London: Routledge, 2006. — 221 p. — (Women of the Ancient World). — ISBN 0-415-33316-4.
- Carney Elizabeth Donnelly & Ogden Daniel. Philip II and Alexander the Great: Father and Son, Lives and Afterlives (англ.). — New York—Oxford: Oxford University Press, 2010. — 368 p. — ISBN 019974551X. — ISBN 9780199745517.
- Ellis J. R. Philip II and Macedonian Imperialism (англ.). — London: Thames and Hudson, 1976.
- Geyer F. Philippos 7 // Paulys Realencyclopädie der classischen Altertumswissenschaft. — 1938. — Bd. XIX, 2. — Kol. 2266—2303.
- Green P. Alexander Of Macedon (англ.). — Harmondsworth, Middlesex, England: Penguin Books, 1974.
- Hammond N. G. L., Griffith G. T. A History of Macedonia (англ.). — Oxford: Clarendon Press, 1979. — Vol. II: 550-336 B.C.. — ISBN 0-l9-814814-3.
- Hammond N. G. L. Philip of Macedon (англ.). — Baltimore: The John Hopkins University Press, 1994. — ISBN 0-8018-4927-6.
- Heckel W. Philip II, Kleopatra and Karanos (англ.) // Rivista di filologia e di istruzione classica. — 1979. — Vol. 107. — P. 385—393.
- Heckel W. Who's Who in the Age of Alexander and his Successors. From Chaironea to Ipsos (338—301 BC) (англ.). — Barnsley: Greenhill Books, 2021. — 554 p. — ISBN 978-1-78438-648-1.
- Kahrstedt U. Karanos // Paulys Realencyclopädie der classischen Altertumswissenschaft. — 1919. — Bd. X. — Kol. 1928—1929.
- Martin T. A Phantom Fragment of Theopompus and Philip II's First Campaign in Thessaly (англ.) // Harvard Studies in Classical Philology. — Department of the Classics, Harvard University, 1982. — Vol. 86. — P. 55—78. — doi:10.2307/311184. — JSTOR 311184.
- Nails D.[англ.]. The people of Plato: a prosopography of Plato and other Socratics (англ.). — Indianapolis, IN: Hackett Publishing Company, Inc., 2002. — ISBN 0-87220-564-9.
- Ogden D. Polygamy, Prostitutes and Death the Hellenistic Dynasties (англ.). — London: Duckworth&Co, Ltd., 1999. — ISBN 0715629301.
- Sharples I. Curtius' Treatment of Arrhidaeus (англ.) // Mediterranean Archaeology. — Meditarch, 1994. — Vol. 7. — P. 53—60. — JSTOR 24667801.
- Strasburger H. Olympias 5 // Paulys Realencyclopädie der classischen Altertumswissenschaft :  [нем.] / Georg Wissowa. — Stuttgart : J. B. Metzler’sche Verlagsbuchhandlung[англ.], 1939. — Bd. XVIII, Erste Hälfte (XVIII, 1). — Kol. 177—182.
- Tronson A. Satyrus the Peripatetic and the Marriages of Philip II (англ.) // The Journal of Hellenic Studies. — The Society for the Promotion of Hellenic Studies, 1984. — Vol. 104. — P. 116—126. — doi:10.2307/630283. — JSTOR 630283.
- Unz R. K.[англ.]. Alexander's Brothers? (англ.) // The Journal of Hellenic Studies. — The Society for the Promotion of Hellenic Studies, 1985. — Vol. 105. — P. 171—174. — doi:10.2307/631534. — JSTOR 631534.